# Viktor von Podbielski
Viktor von Podbielski (ur. 9 marca 1892 w Dallmin, zm. 20 maja 1945 w Trebbin) – polityk NSDAP, członek SS, nadburmistrz Frankfurtu nad Odrą w latach 1943–1945.

## Życiorys
Podbielski był synem ówczesnego sekretarza stanu w cesarskim urzędzie pocztowym (Reichspostamt) i pruskiego ministra rolnictwa Victora von Podbielskiego (1844–1916), a także wnukiem pruskiego generała kawalerii Theophila von Podbielskiego (1814–1879), wywodzącego się z jednego z polskich rodów szlacheckich. Podbielscy byli właścicielami dóbr Dallmin, Bootz i Streesow; wszystkie znajdowały się w powiecie Westprignitz w północnej Brandenburgii.
Od 1930 należał do NSDAP (NSDAP-Nummer 523 688), w 1932 został Ortsgruppenleiterem w Perlebergu. W 1936 powołany na Gaustabsamtsleitera Marchii Brandenburskiej. Od 20 kwietnia 1939 Podbielski pełnił funkcję SS-Oberführera w sztabie Heinricha Himmlera (SS-Nummer 293 718).
5 sierpnia 1942 Podbielski został formalnie posłem do nazistowskiego Reichstagu w następstwie zmarłego Carla Rövera, reprezentując okręg wyborczy nr 14 (Weser-Ems); jednak ostatnie posiedzenie Reichstagu odbyło się jeszcze 26 kwietnia 1942 r. W 1940 dodatkowo objął obowiązki Gaustellvertretera, zaś od 12 września 1943 do 1 lutego 1945 sprawował urząd nadburmistrza Frankfurtu nad Odrą.
26 stycznia 1945 Frankfurt nad Odrą został ogłoszony twierdzą, 1 lutego dowództwo objął gen. Hermann Meyer-Rabingen. Pod koniec wojny w kwietniu 1945 Podbielski opuścił miasto z frankfurckim batalionem Volkssturmu. Został ranny odłamkiem granatu w lasach pod Glau; gdy zmarł 20 maja 1945 w lazarecie dla jeńców wojennych w Trebbin, pochowano go na tamtejszym cmentarzu wojskowym.

## Odznaczenia
- 1914 – Krzyż Żelazny I i II klasy (EK I, EK II),
- Wojenny Krzyż Zasługi bez mieczy (KVK I ohne Schwerter, KVK II ohne Schwerter),
- Ehrenkreuz für Frontkämpfer, Landesorden, Ehrendegen des RF SS, Totenkopfring der SS.